# Giro de Italia 1997
El 80º Giro de Italia se disputó entre el 17 de mayo y el 8 de junio de 1997 con un recorrido de 3912 km dividido en 22 etapas, con inicio en Venecia y final en Milán.
Participaron 180 ciclistas repartidos en 18 equipos de 10 corredores cada uno, de los que lograron finalizar la prueba 110 ciclistas.
El vencedor absoluto fue el italiano Ivan Gotti, que cubrió la prueba en 102h 53’ 58’’ a una velocidad media de 38,018 km/h.

## Equipos participantes
Los 18 equipos que tomaron parte en la carrera fueron:
| Equipo          | Jefe de filas         |
| Mapei           | Pavel Tonkov          |
| Aki-Safi        | Nicola Miceli         |
| Amore & Vita    | Glenn Magnusson       |
| Asics           | Claudio Chiappucci    |
| Batik-Del Monte | Yevgueni Berzin       |
| Brescialat      | Wladimir Belli        |
| Cantina Tollo   | Uwe Peschel           |
| Festina         | Gianluca Bortolami    |
| Kelme           | Juan Carlos Domínguez |

| Equipo                       | Jefe de filas      |
| Kross Montanari              | Vladimir Poulnikov |
| Mercatone Uno                | Marco Pantani      |
| Maglificio MG                | Fabio Baldato      |
| Ceramiche Refin – Mobilvetta | Leonardo Piepoli   |
| Roslotto                     | Paolo Savoldelli   |
| Ros Mary                     | Daniele De Paoli   |
| Saeco                        | Ivan Gotti         |
| Scrigno                      | Filippo Casagrande |
| Team Polti                   | Luc Leblanc        |

## Etapas
| Etapa | Fecha      | Recorrido                             | km       | Ganador de la etapa | Líder de la clasificación general |
| 1.ª   | 17 de mayo | Venecia - Venecia                     | 128      | Mario Cipollini     | Mario Cipollini                   |
| 2.ª   | 18 de mayo | Mestre - Cervia                       | 211      | Mario Cipollini     | Mario Cipollini                   |
| 3.ª   | 19 de mayo | Santarcangelo di Romagna - San Marino | 18 (CRI) | Pável Tonkov        | Pável Tonkov                      |
| 4.ª   | 20 de mayo | San Marino - Arezzo                   | 156      | Mario Cipollini     | Pável Tonkov                      |
| 5.ª   | 21 de mayo | Arezzo - Monte Terminillo             | 215      | Pável Tonkov        | Pável Tonkov                      |
| 6.ª   | 22 de mayo | Rieti - Lanciano                      | 210      | Roberto Sgambelluri | Pável Tonkov                      |
| 7.ª   | 23 de mayo | Lanciano - Mondragone                 | 210      | Marcel Wüst         | Pável Tonkov                      |
| 8.ª   | 24 de mayo | Mondragone - Cava de' Tirreni         | 212      | Mario Manzoni       | Pável Tonkov                      |
| 9.ª   | 25 de mayo | Cava de' Tirreni - Castrovillari      | 232      | Dimitri Konyshev    | Pável Tonkov                      |
| 10.ª  | 26 de mayo | Castrovillari - Tarento               | 189      | Mario Cipollini     | Pável Tonkov                      |
| 11.ª  | 28 de mayo | Lido di Camaiore                      | 155      | Gabriele Missaglia  | Pável Tonkov                      |
| 12.ª  | 29 de mayo | La Spezia - Varazze                   | 214      | Giuseppe Di Grande  | Pável Tonkov                      |
| 13.ª  | 30 de mayo | Varazze - Cuneo                       | 150      | Glenn Magnusson     | Pável Tonkov                      |
| 14.ª  | 31 de mayo | Racconigi - Breuil-Cervinia           | 240      | Ivan Gotti          | Ivan Gotti                        |
| 15.ª  | 1 de junio | Verrès - Borgomanero                  | 173      | Alessandro Baronti  | Ivan Gotti                        |
| 16.ª  | 2 de junio | Borgomanero - Dalmine                 | 158      | Fabiano Fontanelli  | Ivan Gotti                        |
| 17.ª  | 3 de junio | Dalmine - Verona                      | 200      | Mirko Gualdi        | Ivan Gotti                        |
| 18.ª  | 4 de junio | Baselga di Piné - Cavalese            | 40 (CRI) | Serhiy Honchar      | Ivan Gotti                        |
| 19.ª  | 5 de junio | Predazzo - Falzes                     | 222      | José Luis Rubiera   | Ivan Gotti                        |
| 20.ª  | 6 de junio | Brunico - Passo del Tonale            | 176      | Chepe González      | Ivan Gotti                        |
| 21.ª  | 7 de junio | Malè - Edolo                          | 238      | Pável Tonkov        | Ivan Gotti                        |
| 22ª   | 8 de junio | Boario Terme - Milán                  | 165      | Mario Cipollini     | Ivan Gotti                        |

## Clasificaciones
| Clasificación general |              |
| --- | ------------ |
| \| 1. Ivan Gotti \| 102h 53' 58" \| \| 2. Pável Tonkov \| a 1' 27" \| \| 3. Giuseppe Guerini \| a 7' 40" \| \| 4. Nicola Miceli \| a 12' 20" \| \| 5. Serhiy Honchar \| a 12' 44" \| \| 6. Wladimir Belli \| a 12' 48" \| \| 7. Giuseppe Di Grande \| a 12' 54" \| \| 8. Marcos Antonio Serrano \| a 16' 07" \| \| 9. Stefano Garzelli \| a 18' 08" \| \| 10. José Luis Rubiera \| a 18' 56" \| |              |
| 1. Ivan Gotti | 102h 53' 58" |
| 2. Pável Tonkov | a 1' 27"     |
| 3. Giuseppe Guerini | a 7' 40"     |
| 4. Nicola Miceli | a 12' 20"    |
| 5. Serhiy Honchar | a 12' 44"    |
| 6. Wladimir Belli | a 12' 48"    |
| 7. Giuseppe Di Grande | a 12' 54"    |
| 8. Marcos Antonio Serrano | a 16' 07"    |
| 9. Stefano Garzelli | a 18' 08"    |
| 10. José Luis Rubiera | a 18' 56"    |

## Evolución de las clasificaciones
| Etapa (Vencedor)         | Clasificación general | Clasificación por puntos | Clasificación de la montaña | Clasificación por equipos |
| ------------------------ | --------------------- | ------------------------ | --------------------------- | ------------------------- |
| 1.ª Mario Cipollini      | Mario Cipollini       | Mario Cipollini          | "non attribué"              | Saeco                     |
| 2.ª Mario Cipollini      | Mario Cipollini       | Mario Cipollini          | "non attribué"              | Saeco                     |
| 3.ª Pavel Tonkov         | Pavel Tonkov          | Mario Cipollini          | Pavel Tonkov                | Mapei                     |
| 4.ª Mario Cipollini      | Pavel Tonkov          | Mario Cipollini          | Pavel Tonkov                | Mapei                     |
| 5.ª Pavel Tonkov         | Pavel Tonkov          | Mario Cipollini          | Pavel Tonkov                | Saeco                     |
| 6.ª Roberto Sgambelluri  | Pavel Tonkov          | Mario Cipollini          | Pavel Tonkov                | Saeco                     |
| 7.ª Marcel Wüst          | Pavel Tonkov          | Mario Cipollini          | Pavel Tonkov                | Saeco                     |
| 8.ª Mario Manzoni        | Pavel Tonkov          | Mario Cipollini          | Mariano Piccoli             | Asics                     |
| 9.ª Dimitri Konyshev     | Pavel Tonkov          | Mario Cipollini          | Mariano Piccoli             | Asics                     |
| 10.ª Mario Cipollini     | Pavel Tonkov          | Mario Cipollini          | Mariano Piccoli             | Asics                     |
| 11.ª Gabriele Missaglia  | Pavel Tonkov          | Mario Cipollini          | Mariano Piccoli             | Asics                     |
| 12.ª Giuseppe Di Grande  | Pavel Tonkov          | Mario Cipollini          | Mariano Piccoli             | Asics                     |
| 13.ª Glenn Magnusson     | Pavel Tonkov          | Mario Cipollini          | Mariano Piccoli             | Asics                     |
| 14.ª Ivan Gotti          | Ivan Gotti            | Mario Cipollini          | José Jaime González         | Team Polti                |
| 15.ª Alessandro Baronti  | Ivan Gotti            | Mario Cipollini          | José Jaime González         | Asics                     |
| 16.ª Fabiano Fontanelli  | Ivan Gotti            | Mario Cipollini          | José Jaime González         | Asics                     |
| 17.ª Mirko Gualdi        | Ivan Gotti            | Mario Cipollini          | José Jaime González         | Team Polti                |
| 18.ª Serhiy Honchar      | Ivan Gotti            | Mario Cipollini          | José Jaime González         | Team Polti                |
| 19.ª José Luis Rubiera   | Ivan Gotti            | Mario Cipollini          | José Jaime González         | Kelme                     |
| 20.ª José Jaime González | Ivan Gotti            | Mario Cipollini          | José Jaime González         | Kelme                     |
| 21.ª Pavel Tonkov        | Ivan Gotti            | Mario Cipollini          | José Jaime González         | Kelme                     |
| 22.ª Mario Cipollini     | Ivan Gotti            | Mario Cipollini          | José Jaime González         | Kelme                     |
| Final                    | Ivan Gotti            | Mario Cipollini          | José Jaime González         | Kelme                     |